# Avannaata
Avannaata is een gemeente in het noordwesten van Groenland met een oppervlakte van 522.700 km², waarvan het grootste deel uit ijskap bestaat. De gemeente werd op 1 januari 2018 gevormd en heeft als hoofdplaats Ilulissat. In 2017 telde de gemeente 10.651 inwoners.

## Plaatsen en nederzettingen in de gemeente
- Ilulissat
  - Ilulissat (Jakobshavn)
  - Ilimanaq (Claushavn)
  - Oqaatsut (Rodebay)
  - Qeqertaq (Øen)
  - Saqqaq (Solsiden)
- Qaanaaq
  - Qaanaaq (Thule)
  - Qeqertat
  - Savissivik
  - Siorapaluk
- Uummannaq
  - Uummannaq (Omenak)
  - Ikerasak
  - Illorsuit
  - Niaqornat
  - Nuugaatsiaq
  - Qaarsut
  - Saattut
  - Ukkusissat
- Upernavik
  - Upernavik
  - Aappilattoq
  - Innaarsuit
  - Kangersuatsiaq
  - Kullorsuaq
  - Naajaat
  - Nutaarmiut
  - Nuussuaq (Kraulshavn)
  - Tasiusaq
  - Tussaaq
  - Upernavik Kujalleq (Søndre Upernavik)

Gemeenten: Avannaata · Kujalleq · Qeqertalik · Qeqqata · Sermersooq 

Nationaal park Noordoost-Groenland

Buiten overheidsgebied: Thule Air Base